# Lövviolticka
Lövviolticka (Trichaptum biforme) är en svampart som först beskrevs av Elias Fries, och fick sitt nu gällande namn av Leif Ryvarden 1972. Trichaptum biforme ingår i släktet Trichaptum och familjen Polyporaceae.   Inga underarter finns listade i Catalogue of Life.
I den svenska databasen Dyntaxa används istället namnet Trichaptum pargamenum för samma taxon.  Arten har ej påträffats i Sverige.

## Källor

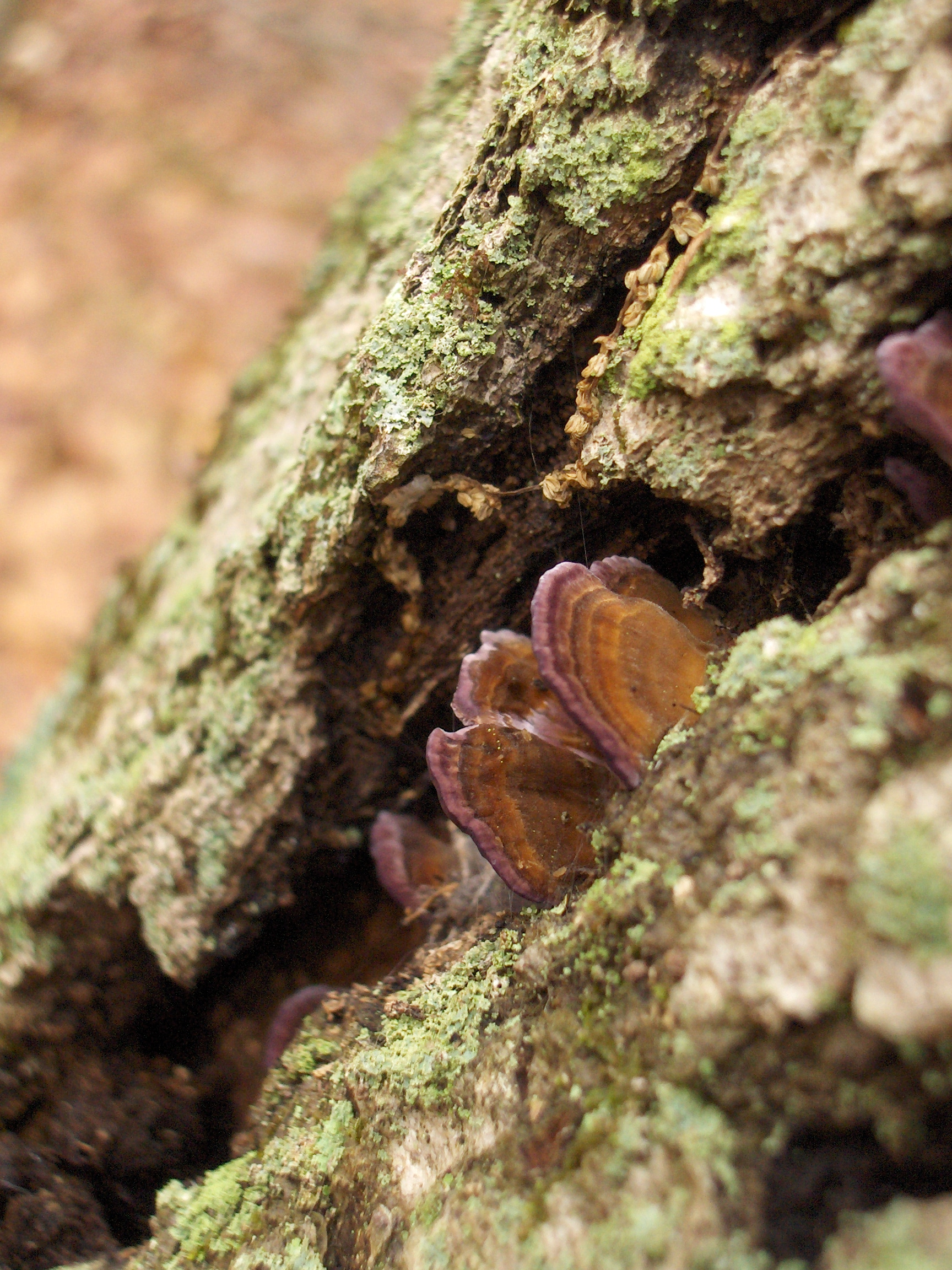
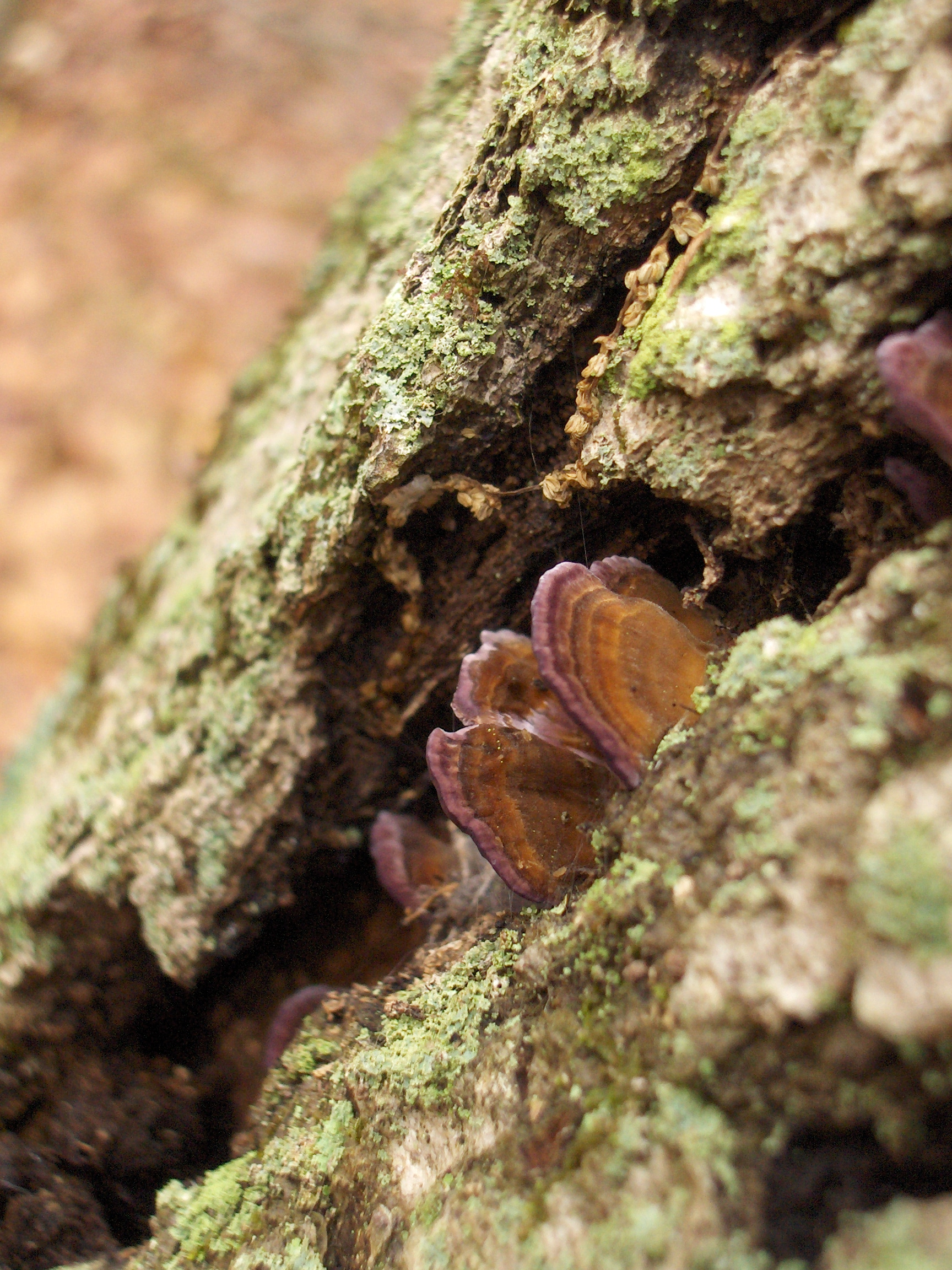
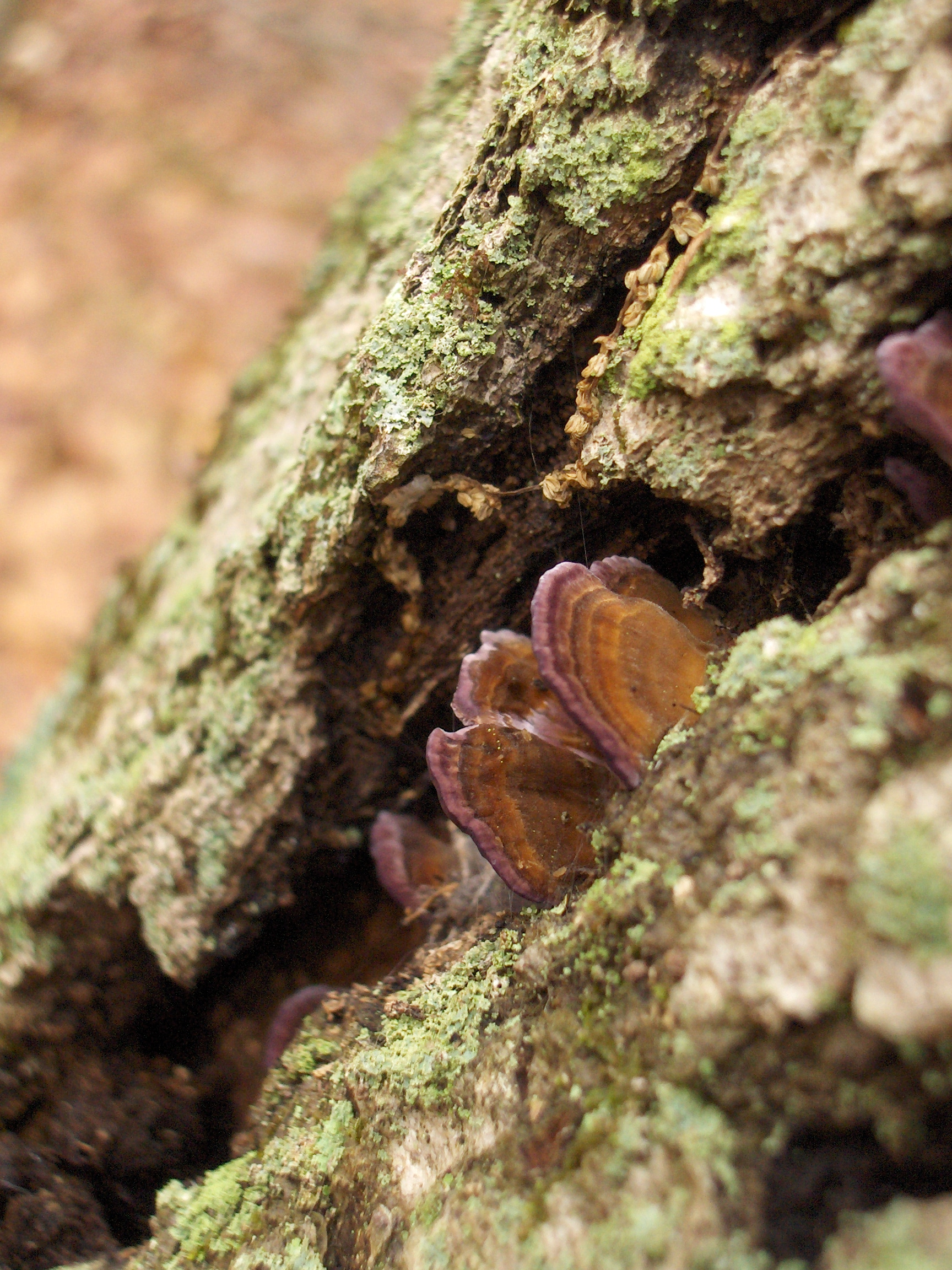
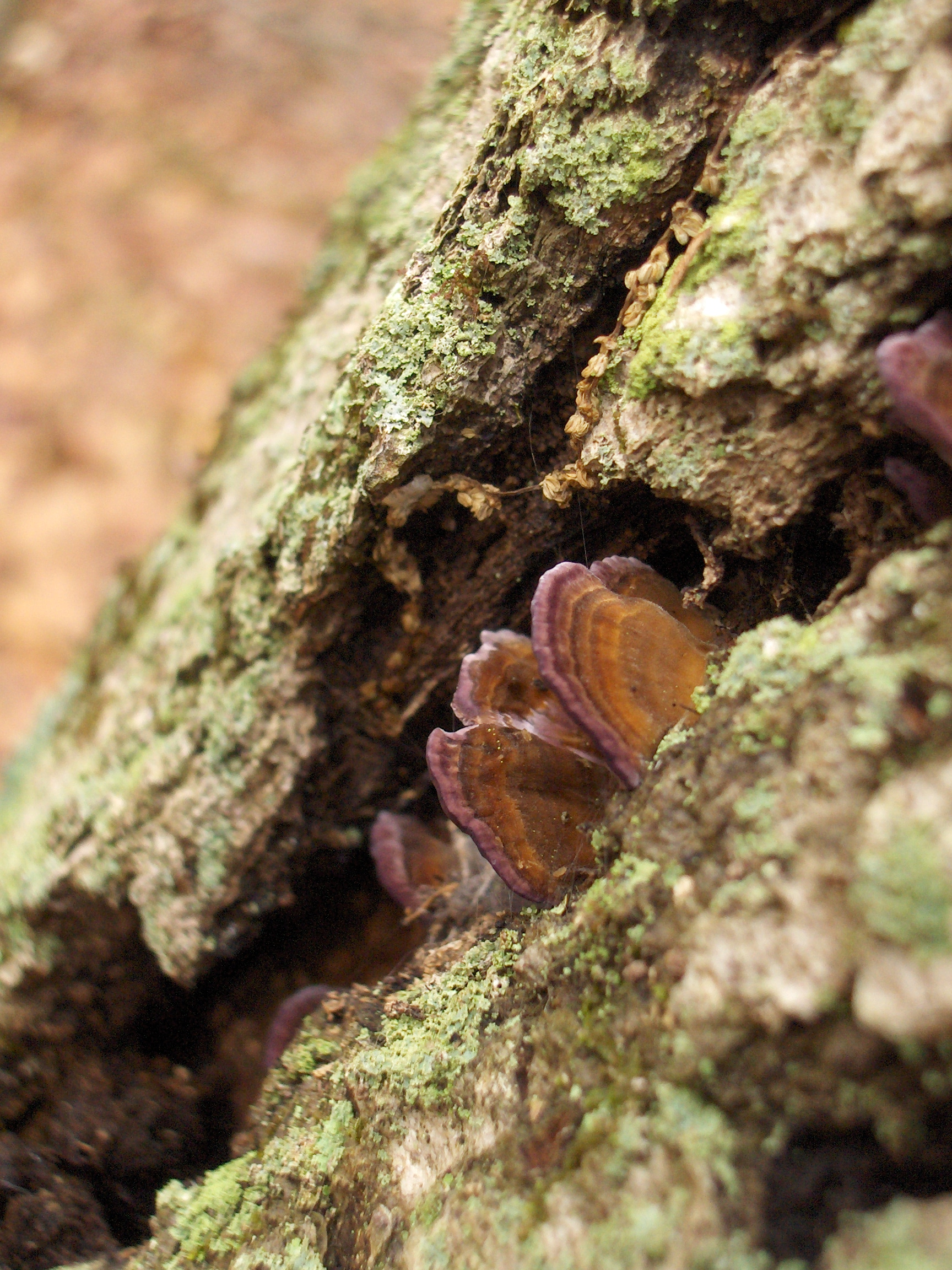
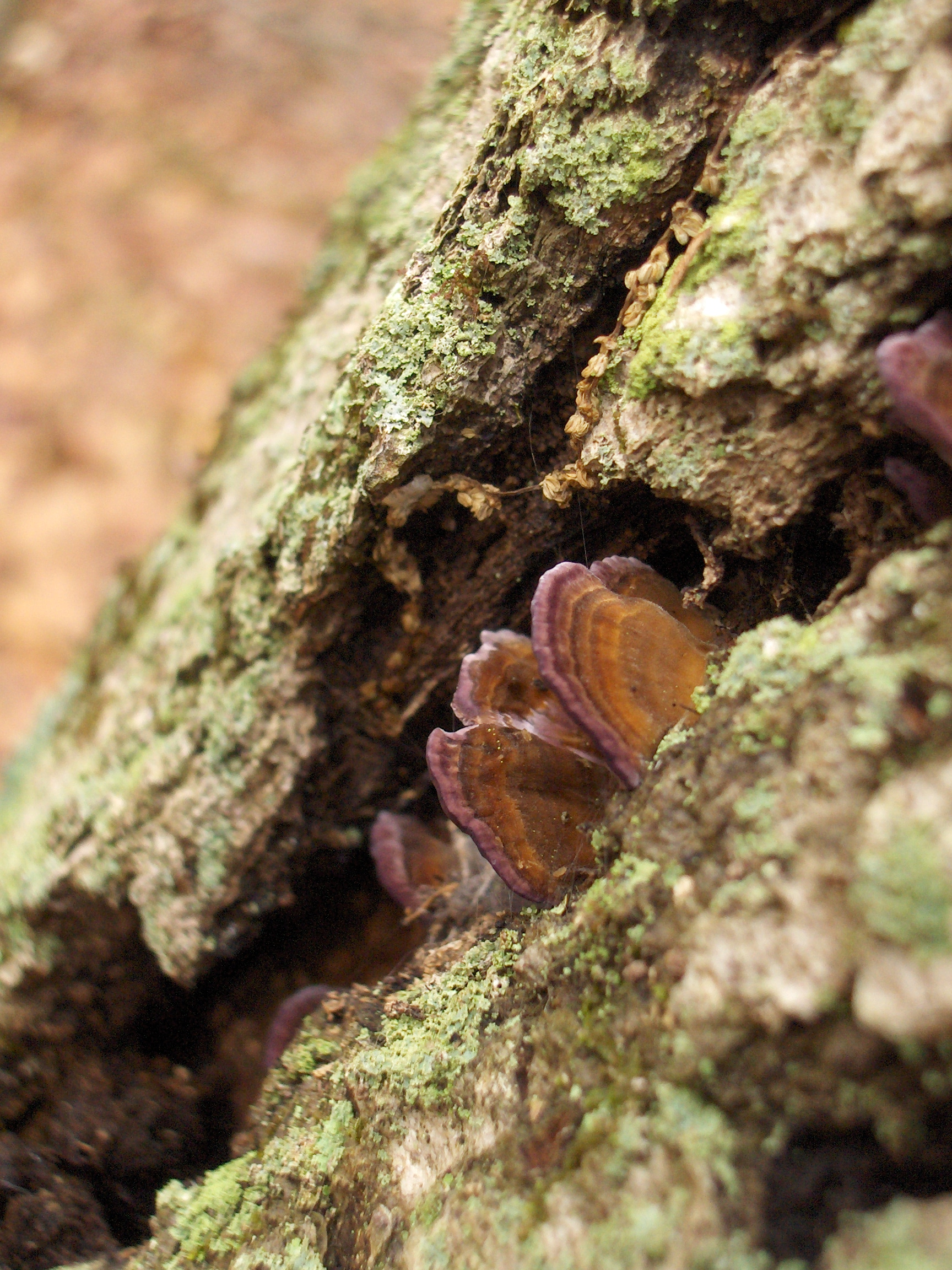
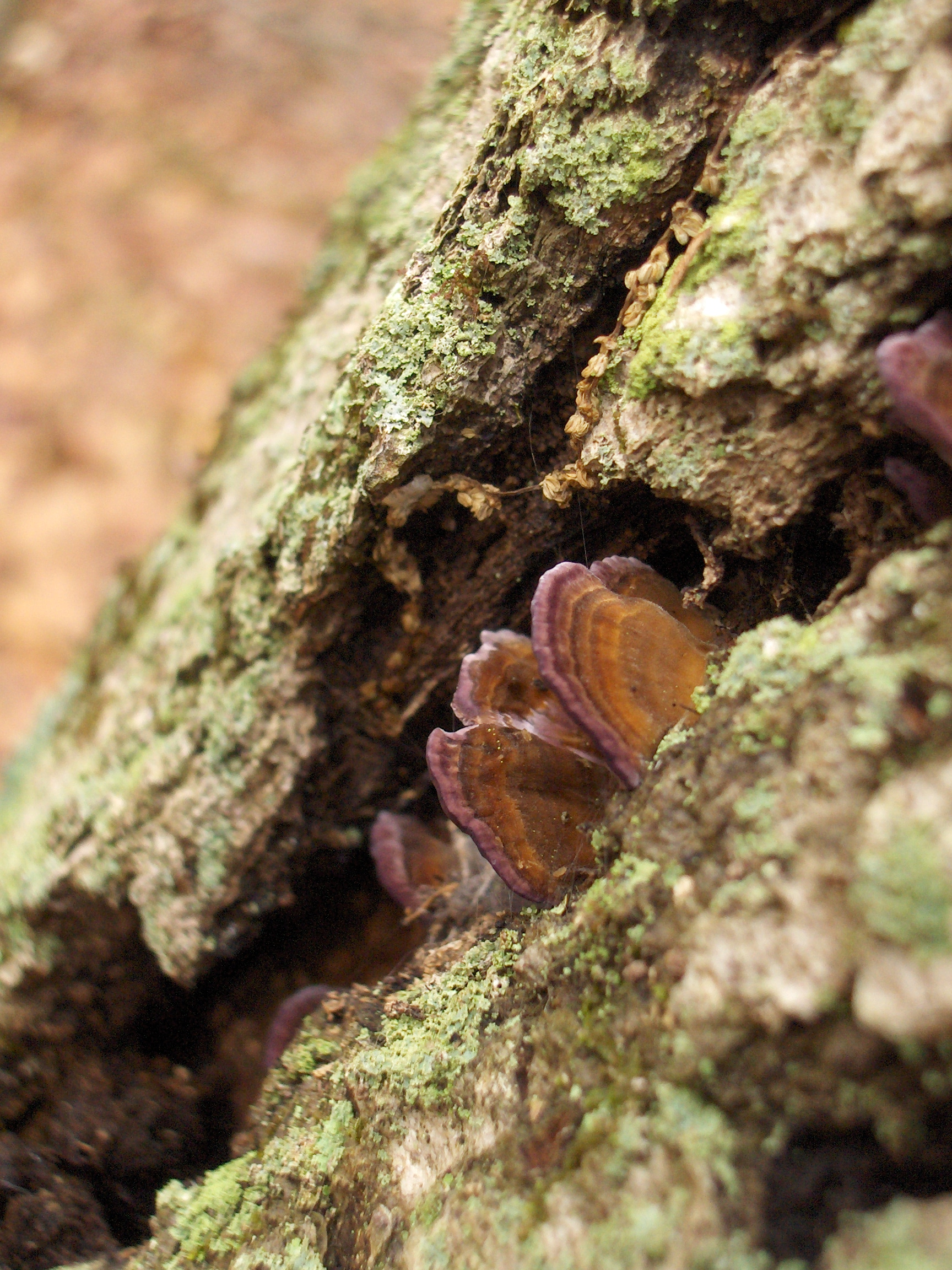
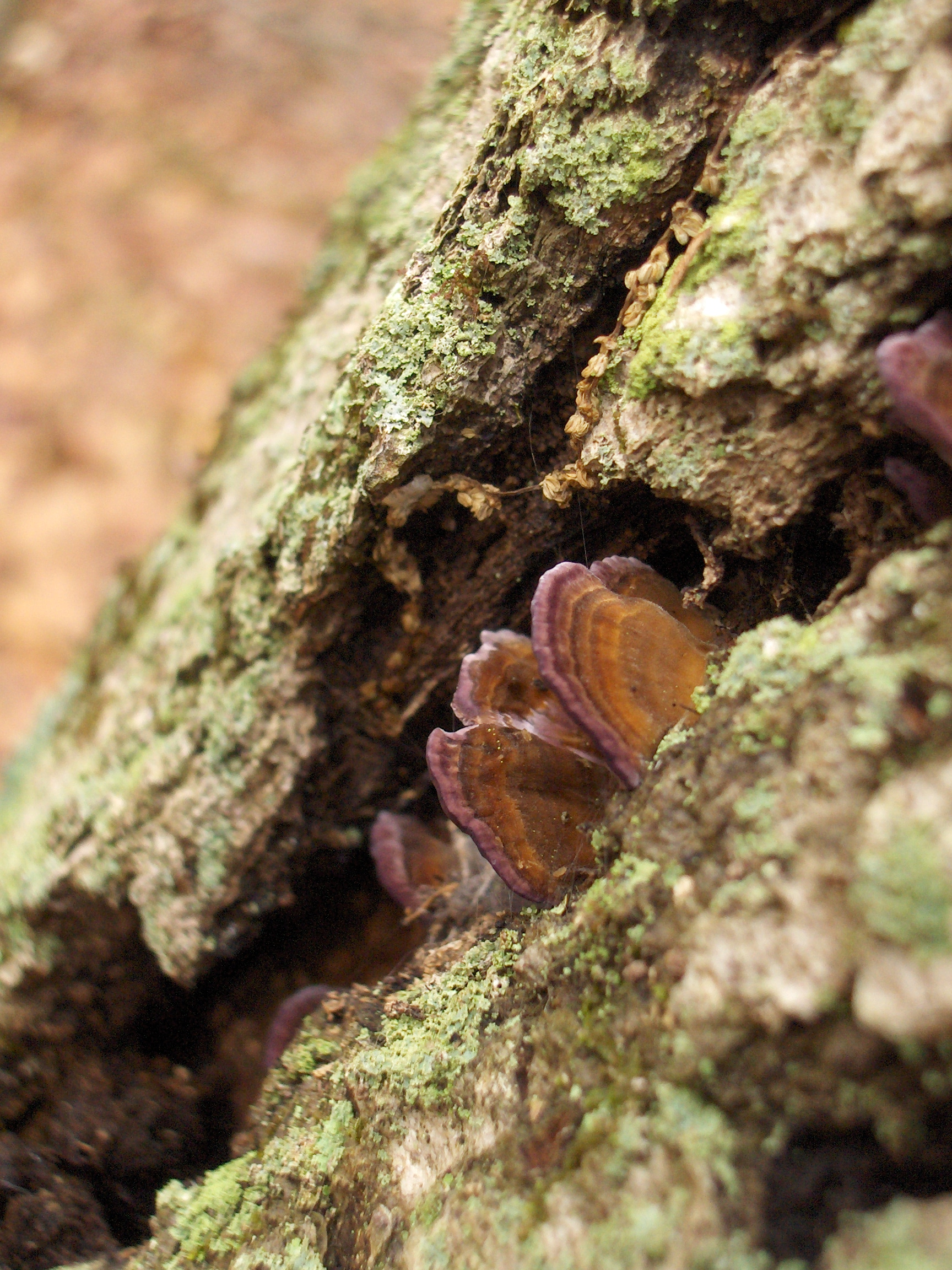
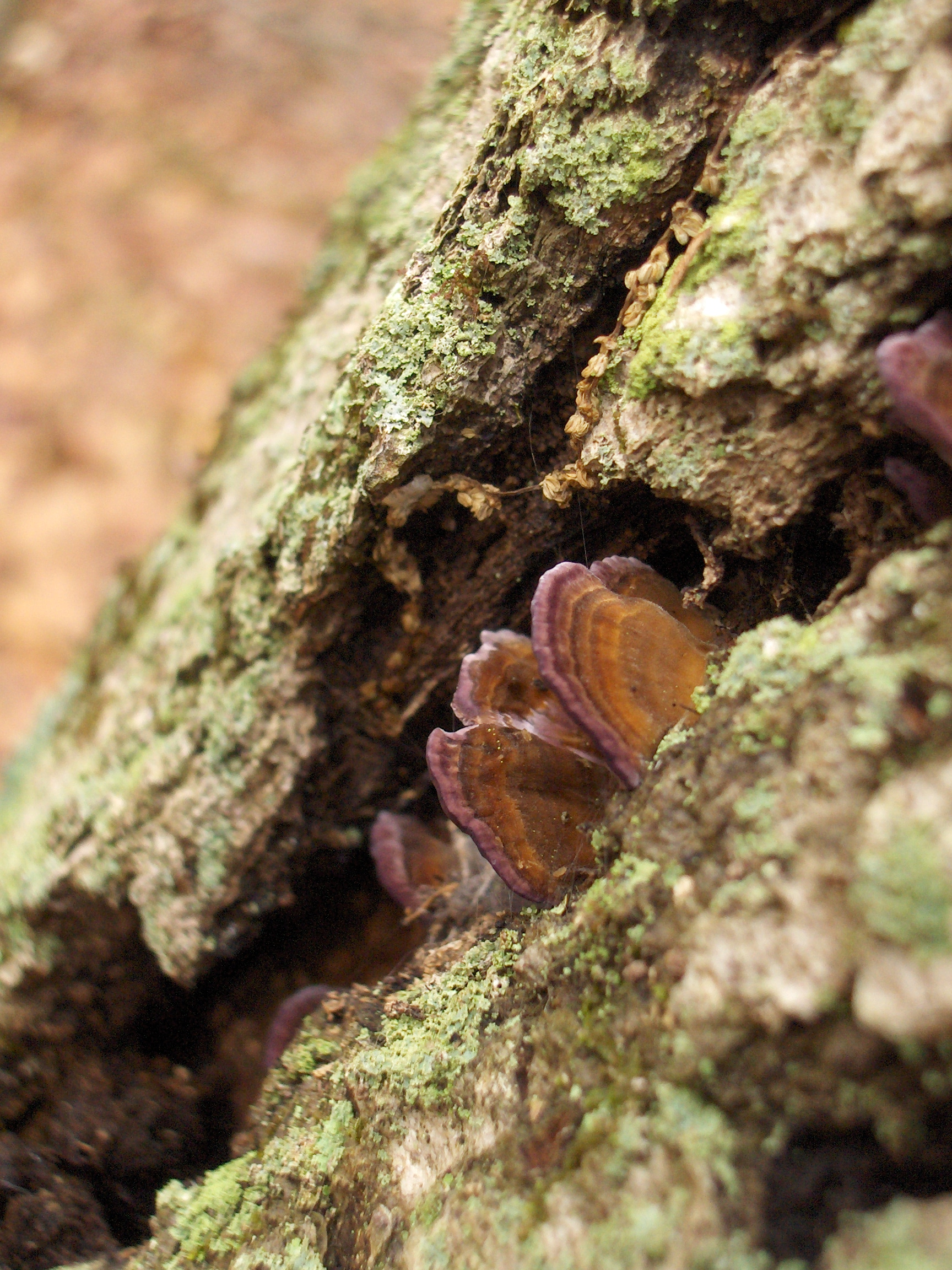